# Inibitore di tipo misto
Un inibitore di tipo misto è un inibitore enzimatico di tipo non competitivo (reversibile).
In pratica l'inibizione mista (così come quella acompetitiva) avvengono solo negli enzimi con due o più substrati.

## Meccanismo
In realtà non si verifica un'inibizione puramente non competitiva, ma un'inibizione di tipo misto in cui variano sia Vmax che km in modo diverso.
Gli inibitori misti sono molecole capaci di legare sia l'enzima libero che il complesso enzima-substrato. A seconda delle costanti di inibizione Ki e Ki', che identificano i due equilibri dell'inibitore "I" con l'enzima libero Ki e il complesso Ki', l'effetto inibitore ha una magnitudo differente. Se l'inibitore ha affinità identica sia per il complesso che per l'enzima l'effetto è quello di modificare sia la velocità di reazione che la quantità di substrato necessaria a saturare l'enzima (da reazione di primo ordine a reazione di ordine zero). Se l'affinità dell'inibitore è maggiore per il complesso enzima substrato rispetto all'enzima libero l'effetto è quello di agire in maniera significativa sul rilascio del prodotto di catalisi: diminuisce perciò l'efficienza dell'enzima. Se invece l'affinità dell'inibitore è maggiore per l'enzima libero, l'effetto è quello di ridurre l'enzima libero a disposizione della catalisi (come per la competitiva).